# Сражение при Кревете
Сражение при Кревете (серб. Битка код Кревета), происходившее с 28 сентября по 2 октября 1876 года на западном берегу Моравы у Кревета близ Алексинаца было частью сербско-турецкой войны 1876 года.
С 12 по 27 сентября было заключено перемирие, во время которого сербское руководство объявило о своей полной независимости с князем Миланом в качестве короля. Обе стороны использовали десятидневное перемирие для укрепления своих позиций и подготовки к продолжению боёв. Сербские войска, которыми командовал генерал М. Г. Черняев, сконцентрировали около 44 000 солдат на линии фронта протяженностью около 40 км, которая соединяла возвышенности по обе стороны от Алексинаца с городом. Турки противопоставили им 65 000 человек в пяти дивизиях под командованием Абдул Керима-паши, а еще 24 000 человек находились в резерве в Нише.
Когда турки запросили продолжить перемирие на семь дней, генерал Черняев посчитал, что находится в более выгодном положении, и решил перейти в наступление 28 сентября. Он планировал, чтобы войска из Алексинаца перешли понтонный мост у Глоговачки на западный берег Моравы и атаковали турецкий правый фланг у Тешицы. При этом силы из Бобовиште должны были оказать давление, а войска из Кревета и Делиграда должны были атаковать с фронта. Корпус Хорватовича должен был атаковать левое крыло османов и, наступая, соединиться с частями, выдвигавшимися из Алексинаца.
Хотя войска из Алексинаца должны были атаковать первыми, перейти на левый берег Моравы и вступить в бой с более сильными турецкими частями на линии Доньи-Адровац — Мрсоль, но из-за недостроенного понтонного моста в атаку перешли сербские части из Кревета, а затем из Джунишки-Виса. Они отогнали турецкие передовые посты и атаковали участок турецкой позиции у Чука-Меджа.
В 8:30 один отряд двинулся из Гребуня в сторону села Гредетин, в 9:30 другой отряд — от Пачаревских озер в сторону Голи-Брдо, в 11:00 отряд из Остроша и Китицы в сторону Сарманской косы и, наконец, в атаку пошли части сербских войск, дислоцированных возле Алексинаца.
Весь день шли бои. На участке Чука-Меджа турки сохранили свои позиции; на остальной части фронта сербы захватили хребет между реками Радевачка и Крушинска, где также разместили артиллерию.
Около 13:00 турки, подкрепленные общим резервом, перешли в контратаку из Голи-Брдо и Сарманской косы и до темноты отбросили сербов за реки Гредетинка и Радевачка, при этом сербские части остались на высоте 372 и недалеко от Каменицы.
Чтобы помочь отбить турецкие контратаки, часть сербских сил из Алексинаца двинулась на левый берег реки Моравы, но во второй половине дня была вынуждена отступить на правый берег из-за новой турецкой контратаки со стороны Доньи-Адровца и Мрсоля. Один батальон остался на левом берегу у моста.
Около 16:00 турецкие войска предприняли общую контратаку с позиций Чука-Меджа, но были отбиты при поддержке сербской артиллерии, расположенной в Бобовиште.
Из-за больших потерь с обеих сторон 29 сентября боёв не было.
30 сентября турецкие войска из Голи-Брдо и села Гредетина перешли в атаку и отбросили сербов с левого берега реки Гредетинка в сторону Пачаревские озера и Остроша. Во второй половине дня сербы контратакой вернули свои позиции. В то же время часть сербских сил из Алексинаца осуществила демонстративную атаку и захватила деревню Мали-Буимир, но в тот же день отступила на позиции под Алексинацем из-за неверной информации об атаке турок на Бобовиште.
Ночью с 1-го на 2-е октября сербские войска снова атаковали турецкие позиции у Гредетина, но были отбиты.
Всего за четыре дня боёв сербские войска потеряли 2500 человек, а турки — около 1200. Ни одна из сторон не добилась реального успеха.
2 октября было заключено еще одно перемирие, которое продлилось до 19 октября.